# 福勒环形山
福勒环形山（Fowler）是位于月球背面北半部的一座大型古撞击坑，约形成于45.5-39.2亿年前的前酒海纪，其名称主要用以纪念英国天文学家阿尔弗雷德·福勒（Alfred Fowler，1868年-1940年）和理论物理学家、天体物理学家暨数学家拉尔夫·霍华德·福勒爵士（1889年-1944年），1970年被国际天文学联合会正式批准接受。

## 描述

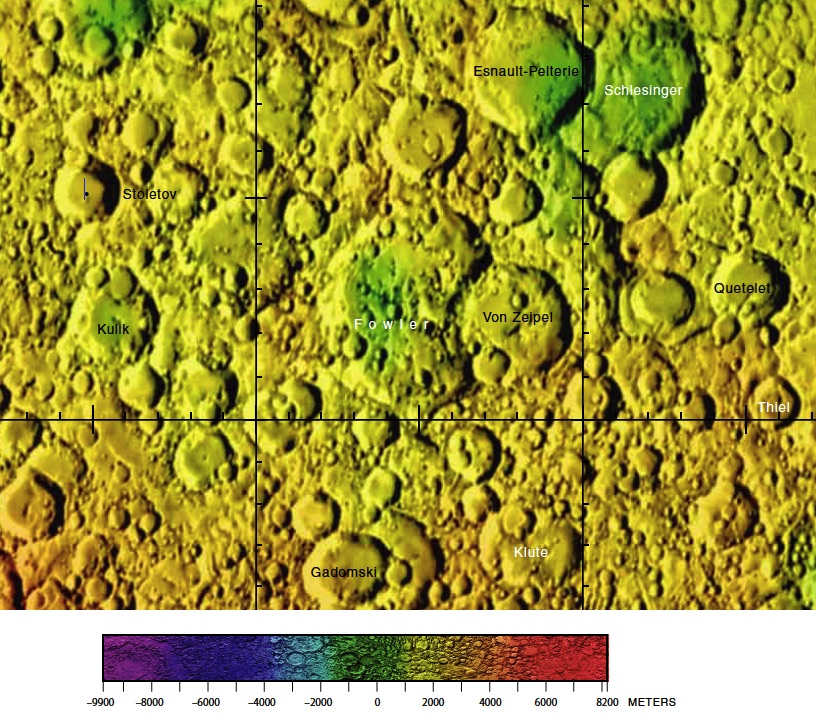
福勒环形山的周边，月球背面区域详图。

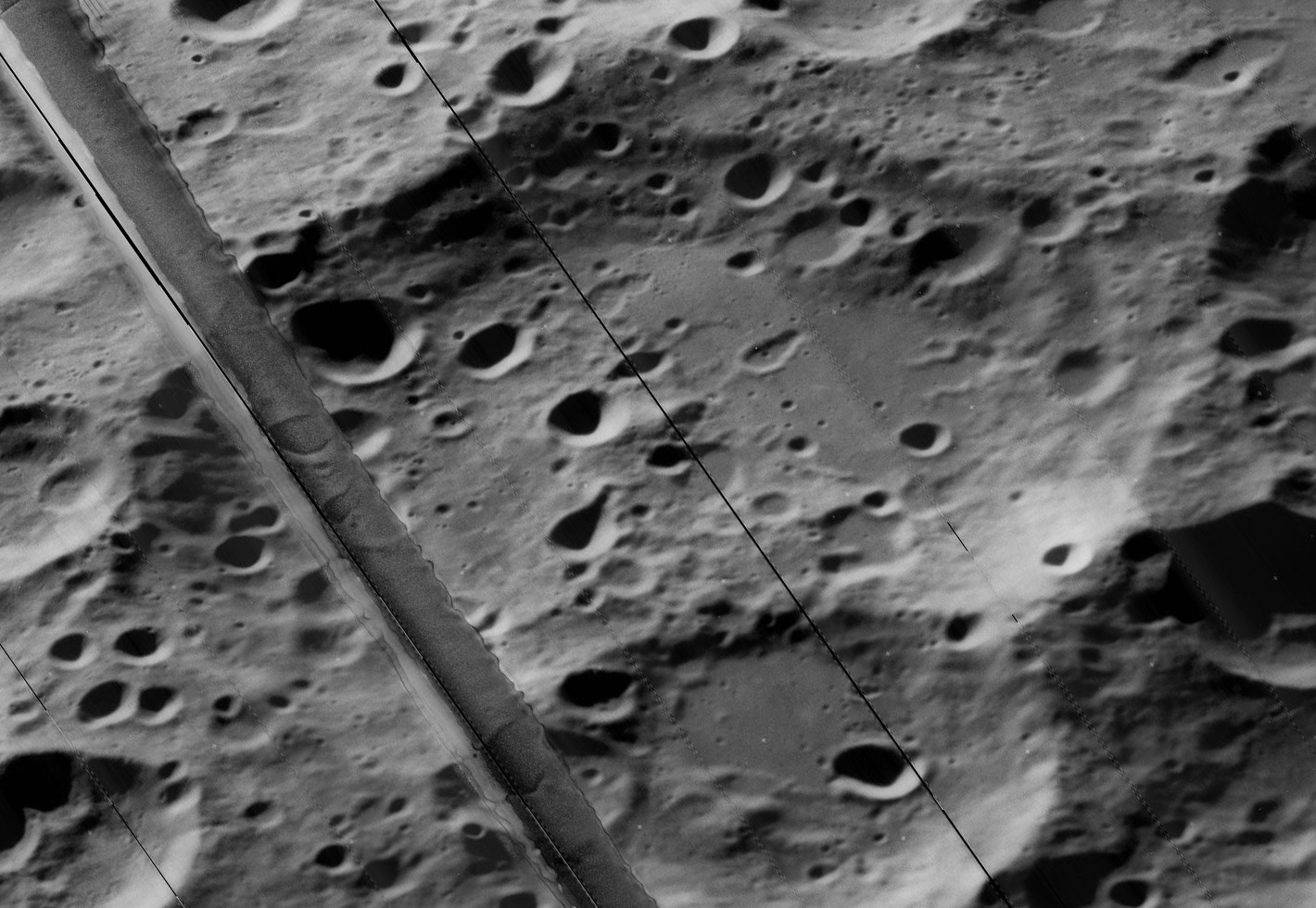
月球轨道器5号拍摄的斜视图，图中的斜线是原图中的瑕疵。

该陨坑东侧覆盖了冯·蔡佩尔环形山，西侧及西北偏西毗邻库利克环形山和斯托列托夫陨石坑，埃斯诺-佩尔蒂埃环形山和施莱辛格环形山位于它的东北偏北，往东稍远坐落了凯特尔环形山及蒂尔陨石坑，而南面则横亘了加多姆斯基环形山和克卢特环形山。该陨坑中心月面坐标为42°35′N 145°16′W / 42.59°N 145.27°W，直径139.52公里，深度约2.954公里。
福勒环形山的外侧壁因长期的撞击侵蚀而严重磨损、退化，现类似于一圈环洼地的不规则坡地，沿边缘和内壁覆盖了一系列的小撞击坑。其东北侧—正对着冯·蔡佩尔环形山的北面，附靠了四周覆盖着一层高反照率喷发物的卫星坑"福勒 C"—反映该陨坑形成相对较晚，其覆盖层尚未经历足够长的太空风化期。福勒环形山坑壁最大高出周边地形1690米，内部容积约21413.48立方千米。坑内地形分布不匀，东部覆盖了冯·蔡佩尔环形山的部分坑壁及喷出物；南部区呈弧状分布了一些撞击坑；而北部则是一小片相对平坦的地表，只显示有少量细小的坑穴。

## 卫星陨石坑
按惯例，最靠近福勒环形山的卫星坑将在月图上以字母标注在它的中心点旁边.

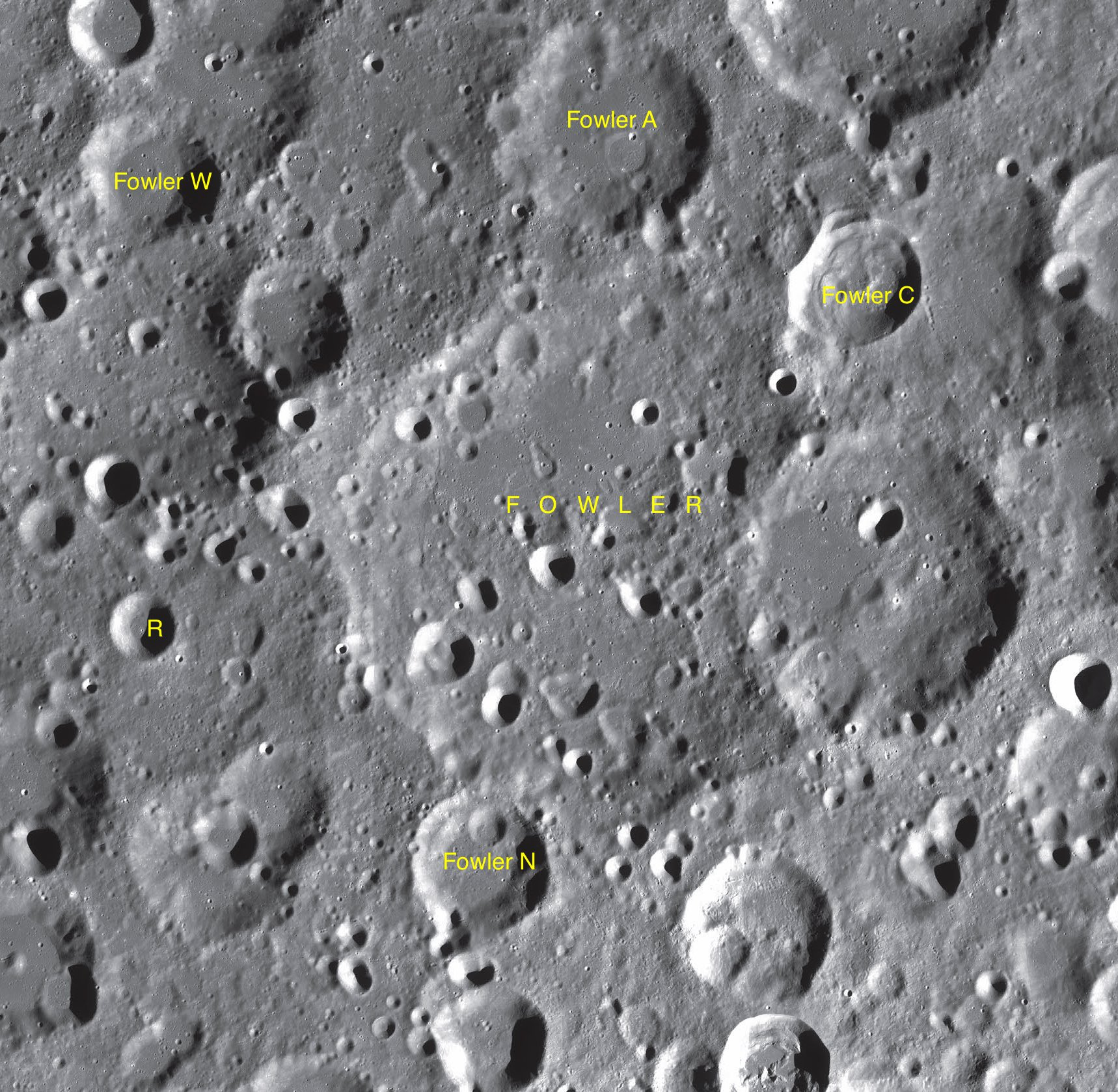
LAC-34 区域图

| 福勒 | 纬度     | 经度      | 直径       |
| ---- | -------- | --------- | ---------- |
| A    | 46.12° N | 145.06° W | 54.51 公里 |
| C    | 44.78° N | 142.10° W | 35.05 公里 |
| N    | 39.81° N | 146.57° W | 37.76 公里 |
| R    | 41.79° N | 150.45° W | 17.41 公里 |
| W    | 45.64° N | 150.58° W | 36.61 公里 |

- 卫星坑"福勒 C"约形成于早雨海世[1]；
- 卫星坑"福勒 N"约形成于酒海纪[1]。

## 参引资料
1. 1 2 3 4 5 6  Lunar Impact Crater Database
2. ↑   (PDF).   [2017-03-16]. （原始内容存档 (PDF)于2016-12-27）.
3. ↑   (PDF).   [2017-03-16]. （原始内容存档 (PDF)于2016-12-27）.
4. ↑  .   [2017-03-16]. （原始内容存档于2019-08-08）.

## 另请参阅
- Andersson, L. E.; Whitaker, E. A. . NASA RP-1097. 1982.
- Blue, Jennifer. . USGS. July 25, 2007  [2007-08-05]. （原始内容存档于2018-12-25）.
- Bussey, B.; Spudis, P. . New York: Cambridge University Press. 2004. ISBN 978-0-521-81528-4.
- Cocks, Elijah E.; Cocks, Josiah C. . Tudor Publishers. 1995. ISBN 978-0-936389-27-1.
- McDowell, Jonathan. . Jonathan's Space Report. July 15, 2007  [2007-10-24]. （原始内容存档于2018-12-25）.
- Menzel, D. H.; Minnaert, M.; Levin, B.; Dollfus, A.; Bell, B. . Space Science Reviews. 1971, 12 (2): 136–186. Bibcode:1971SSRv...12..136M. doi:10.1007/BF00171763.
- Moore, Patrick. . Sterling Publishing Co. 2001. ISBN 978-0-304-35469-6.
- Price, Fred W. . Cambridge University Press. 1988. ISBN 978-0-521-33500-3.
- Rükl, Antonín. . Kalmbach Books. 1990. ISBN 978-0-913135-17-4.
- Webb, Rev. T. W.  6th revised. Dover. 1962. ISBN 978-0-486-20917-3.
- Whitaker, Ewen A. . Cambridge University Press. 1999. ISBN 978-0-521-62248-6.
- Wlasuk, Peter T. . Springer. 2000. ISBN 978-1-85233-193-1.